# Náklo
Obec Náklo se nachází v okrese Olomouc v Olomouckém kraji, přibližně 11 km na severozápad od Olomouce. Ve všech místních částech žije přibližně 1 500 obyvatel. Přední část obce se na konci 11. století uzavírala bránou, proto je též nazývána Zábraň. Náklo má ještě další čtyři místní pojmenování obce, a to Jáchymov, Kravařov, Rytířšká ves (po hanácky Řetives) a Okolisko. 
V Nákle najdeme obecní úřad, poštu, základní i mateřskou školu, obecní knihovnu, prodejnu smíšeného zboží, 1 pohostinství, hasičskou zbrojnici a hřbitov, kde je pochovaný Jan Opletal. Také se zde nachází ordinace obvodní i dětské lékařky, manikúra, kadeřnictví, prodejna designových koberců a květinářství.  Na návsi se tyčí barokní socha sv. Florián. 
Nachází se zde také pískovna, která je významným ložiskem štěrkopísku.

## Název
Původní podoba jména vesnice byla Nákel v ženském rodě a byla totožná s obecným nákel - "zaplavované místo na břehu řeky porostlé vrbami" (byla to odvozenina slovesa klíti - "(vz)klíčit"). Střední rod místního jména je bezpečně doložen od začátku 17. století, podoba Nákel se ojediněle v písemných pramenech objevovala do 19. století a v lidové mluvě až do 20. století.

## Historie
První písemná zmínka o obci pochází z roku 1078, lze ji nalézt v nejstarší písemné památce Olomouckého kraje, kterou je zakládací listina kláštera Hradisko.

## Obyvatelstvo

### Struktura
Vývoj počtu obyvatel za celou obec i za jeho jednotlivé části uvádí tabulka níže, ve které se zobrazuje i příslušnost jednotlivých částí k obci či následné odtržení.
| Místní části   | Místní části | 1869 | 1880 | 1890 | 1900 | 1910 | 1921 | 1930 | 1950 | 1961 | 1970 | 1980 | 1991 | 2001 | 2011 |
| -------------- | ------------ | ---- | ---- | ---- | ---- | ---- | ---- | ---- | ---- | ---- | ---- | ---- | ---- | ---- | ---- |
| Počet obyvatel | část Náklo   | 1486 | 1656 | 1773 | 1805 | 1843 | 1920 | 1907 | 1503 | 1551 | 1422 | 1425 | 1325 | 1422 | 1449 |
| Počet domů     | část Náklo   | 214  | 249  | 267  | 278  | 294  | 310  | 342  | 358  | 363  | 373  | 375  | 401  | 392  | 427  |

## Části obce
- Lhota nad Moravou
- Mezice
- Náklo

V letech 1960–1992 k obci patřil i Střeň.

## Pamětihodnosti
- Kostel sv. Jiří z roku 1698
- Fara
- na místním hřbitově je pohřben Jan Opletal

## Galerie

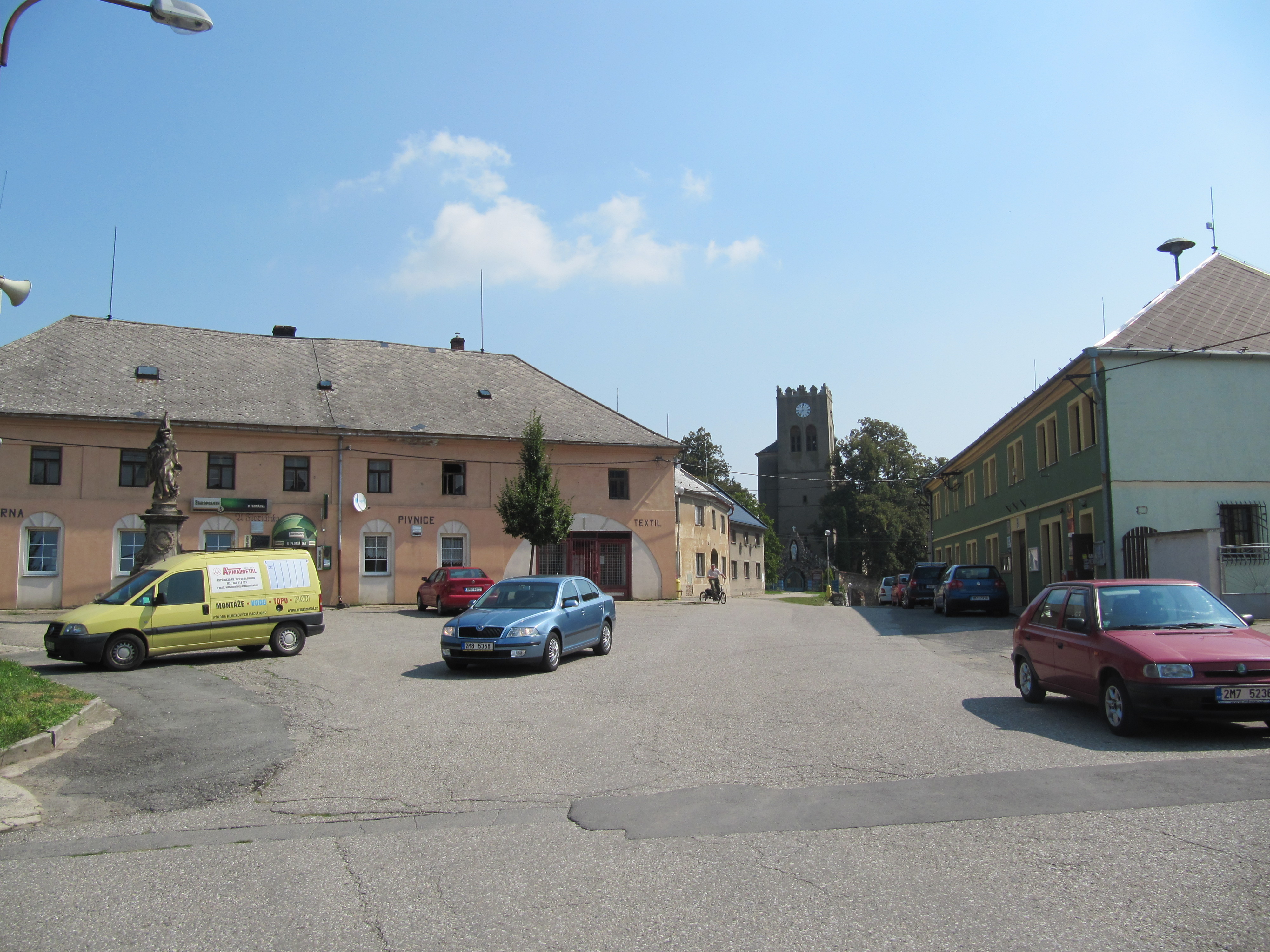
Náves
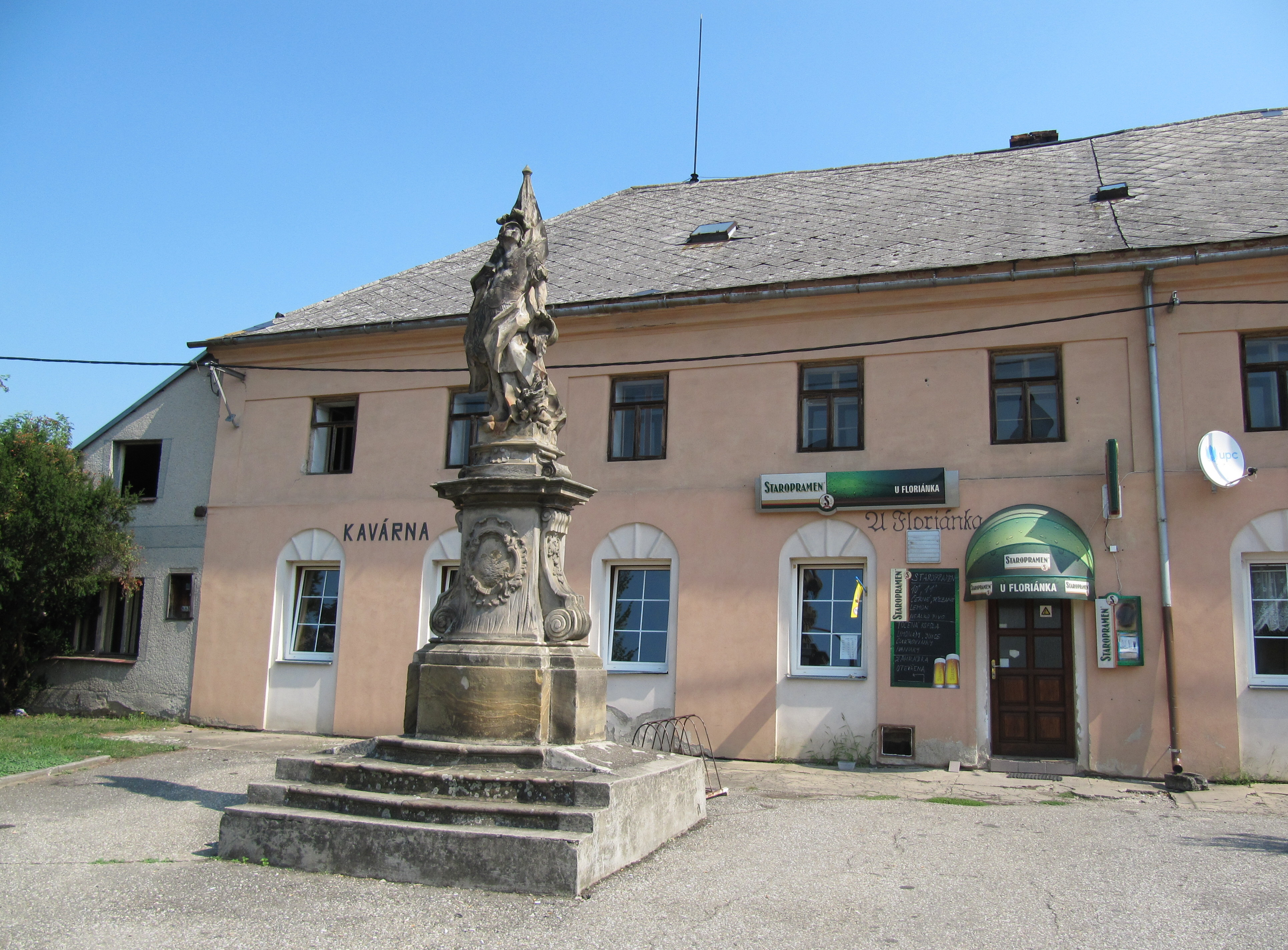
Socha sv. Floriána
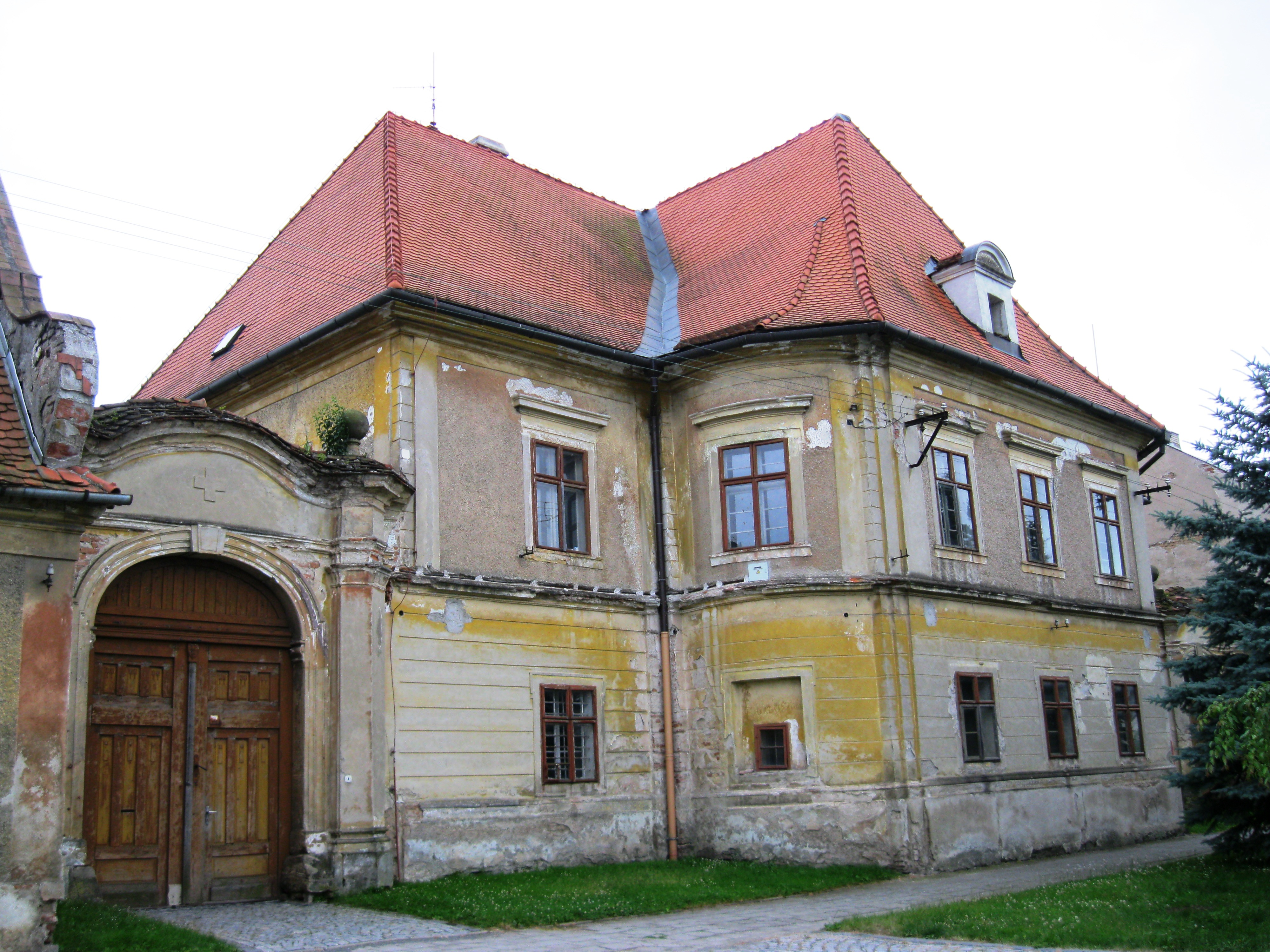
Fara
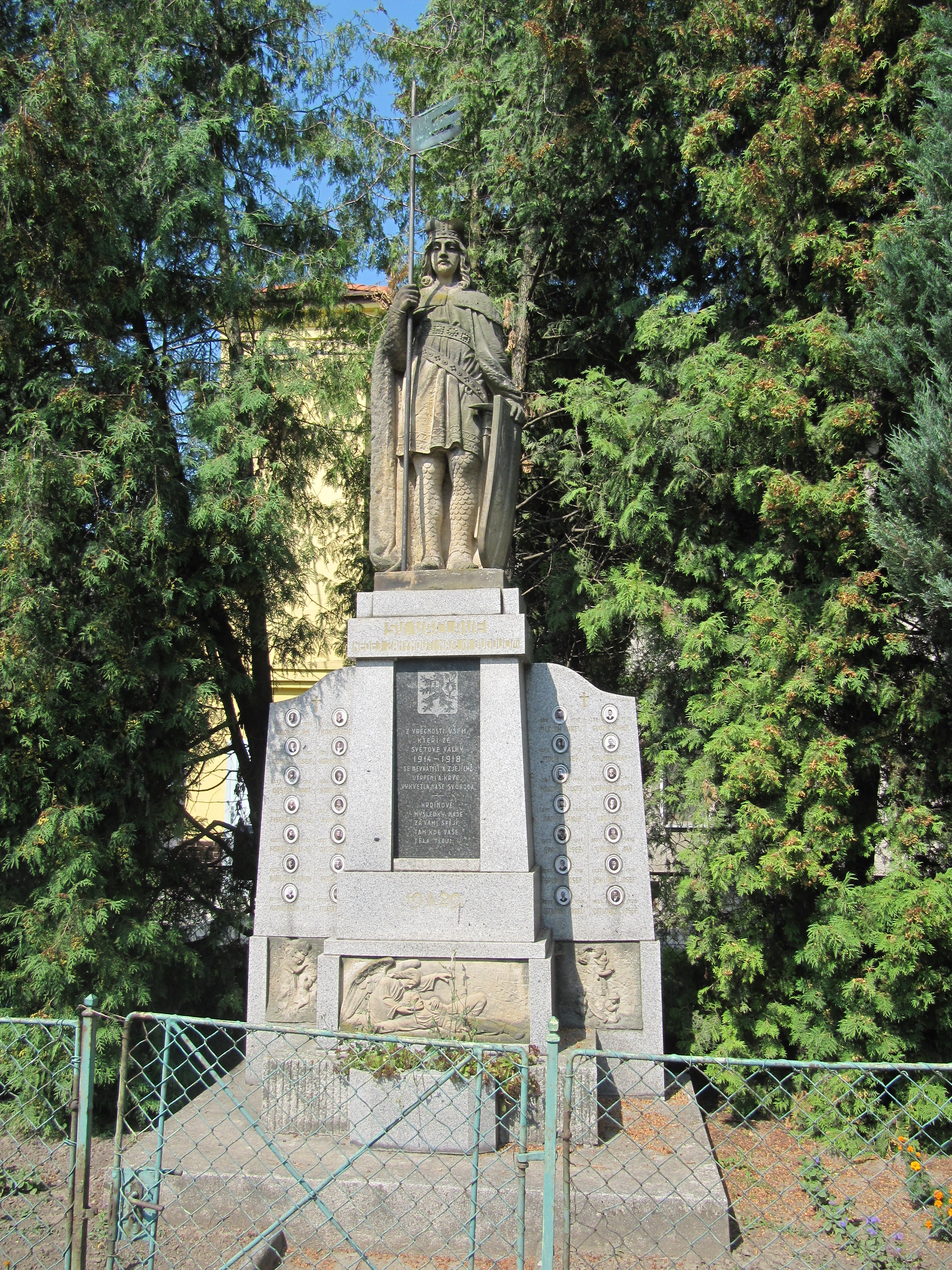
Pomník obětem I. sv. války
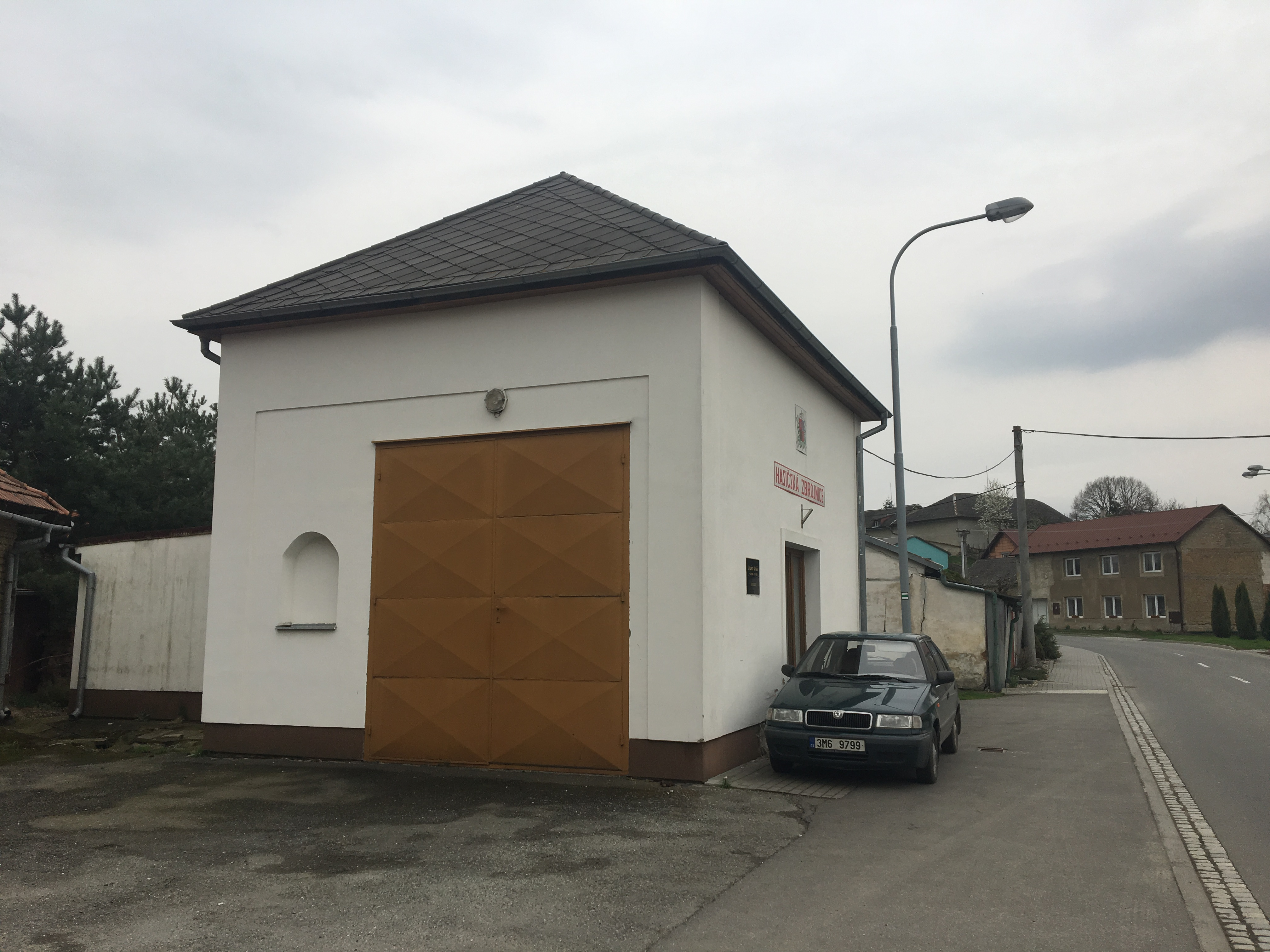
Hasičská zbrojnice
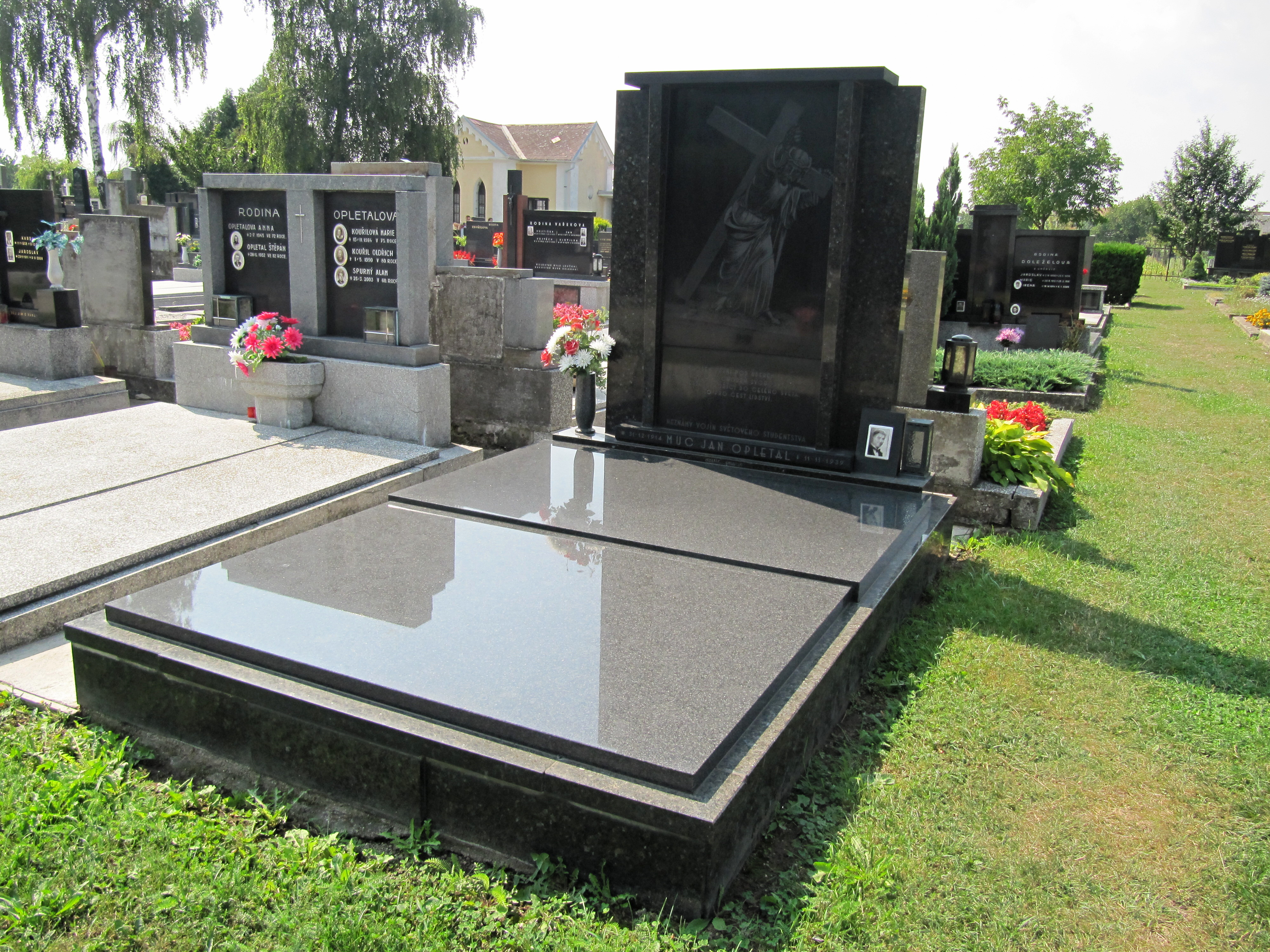
Hrob Jana Opletala